# Benjamin Diskin
Benjamin Diskin, de son vrai nom Benjamin Isaac Diskin, est un acteur américain né le 25 août 1982 à Los Angeles en Californie.

## Filmographie

### Cinéma
- 1987 : Baby Boom : Ben
- 1990 : Un flic à la maternelle : Sylvester
- 1992 : Sur la corde raide : Henry
- 1992 : Mr. Saturday Night : Stan à 9 ans
- 1993 : The Pickle : le petit garçon en 1945
- 2004 : Fat Albert : un adolescent
- 2008 : Docteur Dolittle 4 : le fourmilier
- 2010 : Super Hybrid : voix additionnelles
- 2011 : Don gato y su pandilla : Spook
- 2012 : Road to Ninja: Naruto the Movie : Sai
- 2012 : Ot vinta 3D : Patrick Cumberbun
- 2012 : Clochette et le Secret des fées : le glacier
- 2012 : Dino Time : voix additionnelles
- 2013 : Alpha et Oméga 2 : une nouvelle aventure : Humphrey
- 2014 : Alpha et Oméga 3 : Humphrey
- 2014 : Team Hot Wheels: The Origin of Awesome! : Brandon
- 2014 : Alpha et Oméga 4 : Humphrey
- 2014 : The Marvel Experience : Spider-Man
- 2014 : Naruto the Last, le film : Sai
- 2015 : Don gato : el inicio de la pandilla : Spook
- 2016 : Norm (Norm of the North) : Chef Kozawa

### Télévision
- 1989 : Les Années coup de cœur : Paul Pfeiffer jeune (1 épisode)
- 1990 : Get a Life : Danny (1 épisode)
- 1992 : Pretty Guardian Sailor Moon : Gurio Umino (17 épisodes)
- 1993 : Pretty Guardian Sailor Moon R : Gurio Umino (8 épisodes)
- 1993-1994 : Junior le terrible : Junior Healy (26 épisodes)
- 1995 : Les Histoires Farfelues de Félix le Chat : voix additionnelles
- 1997 : Chicago Hope : La Vie à tout prix : Aaron jeune (1 épisode)
- 1997-2002 : Hé Arnold ! : Eugene Horowitz (22 épisodes)
- 2001 : La Double Vie d'Eddie McDowd : Marvin (1 épisode)
- 2002-2008 : Nom de code : Kids Next Door : Numbuh 1 et Numbuh 2 (76 épisodes)
- 2004 : Drake et Josh (1 épisode)
- 2005 : Naruto : Arashi Fuma (2 épisodes)
- 2005 : Avatar, le dernier maître de l'air : Hahn (2 épisodes)
- 2005-2006 : Blood+ : Kai (50 épisodes)
- 2005-2006 : Newport Beach : Phillip (2 épisodes)
- 2006 : Quoi d'neuf Scooby-Doo ? : plusieurs personnages (1 épisode)
- 2007-2012 : Naruto Shippuden : Sai (92 épisodes)
- 2008-2009 : Spectacular Spider-Man : Eddie Brock et Venom (13 épisodes)
- 2008-2010 : Stitch ! : Stitch et Takeo (12 épisodes)
- 2008-2010 : Bleach : Szayel Aporro Granz et Abirama Redder (15 épisodes)
- 2010 : Iron Man : Ichiro Masuda (11 épisodes)
- 2011 : X-Men : le garçon mutant (1 épisode)
- 2011 : Mad : Big Bird (1 épisode)
- 2011 : La Ligue des justiciers : Nouvelle Génération : William Hayes et Harm (1 épisode)
- 2012-2014 : Star Wars: The Clone Wars : WAC-47, AZ-3 et Gouverneur Blom (10 épisodes)
- 2013 : Blood Lad : Wolf (3 épisodes)
- 2013-2014 : Tenkai Knights : Toxsa Dalton et Valorn (52 épisodes)
- 2013-2014 : Kill la Kill : Kaneo Takarada et Takaharu Fukuroda (4 épisodes)
- 2013-2015 : Digimon Fusion : Shoutmon (41 épisodes)
- 2013-2015 : Hulk et les Agents du S.M.A.S.H. : Skaar et autres personnages (52 épisodes)
- 2014 : Aldnoah.Zero : John Humeray (2 épisodes)
- 2014-2015 : Pretty Guardian Sailor Moon Crystal : Gurio Umino (8 épisodes)
- 2014-2015 : Seven Deadly Sins : Ban (20 épisodes)
- 2014-2015 : TOME: Terrain of Magical Expertise : Odboll (4 épisodes)
- 2015 : Star Wars Rebels : un pilote (1 épisode)
- 2015 : Miraculous, les aventures de Ladybug et Chat Noir : Nino
- 2015 : Ours pour un et un pour t'ours : voix additionnelles
- 2015 : Les Popples : Mike Mine (2 épisodes)
- 2015 : Robot Chicken : Green Arrow (1 épisode)
- 2015 : Marvel Super Heroes : Avengers, tous ensemble ! : Spider-Man
- 2015-2016 : Regular Show : Aiden et Milton (2 épisodes)
- 2015-2016 : Ultimate Spider-Man : Peter Porker, Spider-Ham et Dr Michael Morbius (4 épisodes)
- 2016 : Occultic;Nine : Kouhei Izumi
- 2017 : Spider-Man : Spencer Smythe
- 2017 : Boruto: Naruto Next Generations : Sai
- 2018 : Les Brigades immunitaires : Pneumococcus
- 2019 : Demon Slayer: Kimetsu no Yaiba : Démon dans le temple
- 2019 : Beastars : Jack (Jakku)
- 2021-2024 : Star Wars: The Bad Batch : AZI-3, capitaine Pearce, lieutenant Holmes

### Jeu vidéo
- 2003 : Tony Hawk's Underground : Eric Sparrow
- 2003 : Ratchet and Clank 2 : un garçon fan
- 2004 : Tony Hawk's Underground 2 : Eric Sparrow
- 2004 : Full Spectrum Warrior : Ota
- 2004 : The Bard's Tale
- 2005 : Rogue Galaxy : Jupis Tooki McGanel
- 2006 : Ninety-Nine Nights
- 2006 : Tony Hawk's Project 8
- 2006 : Call of Duty 3 : En marche vers Paris : Huxley
- 2009 : Marvel: Ultimate Alliance 2 : Spider-Man et Penance
- 2009 : Naruto Shippuden: Clash of Ninja Revolution 3 : Sai
- 2009 : Naruto Shippūden: Dragon Blade Chronicles : Sai
- 2009 : Naruto Shippūden: Ultimate Ninja Heroes 3 : Sai
- 2009 : Final Fantasy XIII : les habitants de Cocoon
- 2010 : Le Royaume de Ga'hoole : Parzival
- 2010 : Naruto Shippuden: Ultimate Ninja Storm 2 : Sai
- 2010 : Gods Eater Burst
- 2011 : MotorStorm: Apocalypse : Cutter et Stone
- 2011 : Might and Magic: Heroes VI : Anton
- 2011 : TERA: Rising : Aman et Popori
- 2011 : Naruto Shippuden: Ultimate Ninja Impact : Sai
- 2011 : Final Fantasy XIII-2 : voix additionnelles
- 2012 : Naruto Shippuden: Ultimate Ninja Storm Generations : Sai
- 2012 : Kingdom Hearts 3D: Dream Drop Distance : Xehanort jeune
- 2012 : Lollipop Chainsaw : voix additionnelles
- 2012 : Halo 4 : Miller
- 2013 : Naruto Shippūden: Ultimate Ninja Storm 3 : Sai
- 2013 : Skylanders: Swap Force
- 2013 : Lightning Returns: Final Fantasy XIII : voix additionnelles
- 2014 : WildStar : plusieurs personnages
- 2014 : Spider-Man Unlimited : Spider-Ham
- 2014 : Tenkai Knights : Toxsa Dalton, Valorn et Notus
- 2014 : Sunset Overdrive
- 2014 : Call of Duty: Advanced Warfare : voix additionnelles
- 2014 : Sonic Boom : Q-N-C
- 2015 : Fire Emblem Fates : Jakob, Saizo et Hayato
- 2015 : Mad Max
- 2015 : Lego Marvel's Avengers : Fandral
- 2016 : Naruto Shippūden: Ultimate Ninja Storm 4 : Sai
- 2017 : Fire Emblem Heroes : Caspar, Hayato, Jakob, Lorenz, Matthew, Saizo
- 2019 : Fire Emblem: Three Houses : Caspar von Bergliez, Lorenz Hellman Gloucester
- 2019 : Kingdom Hearts 3 : Xehanort jeune
- 2022 : Fire Emblem Warriors: Three Hopes : Caspar von Bergliez, Lorenz Hellman Gloucester